# Resolutie 671 Veiligheidsraad Verenigde Naties
Resolutie 671 van de Veiligheidsraad van de Verenigde Naties werd unaniem aangenomen op 27 september 1990. De resolutie verlengde de waarnemingsmissie in Irak en Iran met twee maanden.

## Achtergrond
Tussen 1980 en 1988 waren Irak en Iran in een bloedige oorlog verwikkeld. Toen Iran begin 1982 de bovenhand haalde, besloot het Irak — dat de oorlog was begonnen — binnen te vallen om er enkele heilige steden te veroveren. In Irak stootten ze echter op hevig verzet van een ingegraven vijand en het offensief mislukte. In 1983 ging Iran weer zwaar in de aanval, maar opnieuw zonder succes. Het gehavende Irak wilde terug vrede sluiten, maar Iran weigerde dat. 
De vastgelopen oorlog verplaatste zich onder meer naar de Perzische Golf. In 1984 viel Irak Iraanse olietankers aan, waarna Iran tankers aanviel die met Iraakse olie van Koeweit kwamen of van landen die Irak steunden. De meeste aanvallen werden door Iran uitgevoerd op Koeweitse tankers. In 1985-86 begon Irak zonder veel succes een offensief, dat door Iran werd beantwoord door een tegenoffensief. Irak zette op grote schaal chemische en biologische wapens in, waarbij tienduizenden mensen omkwamen.

## Inhoud
De Veiligheidsraad:
- herinnert aan de resoluties 598, 619, 631, 642 en 651;
- heeft beraad over het rapport van de secretaris-generaal over de VN-Iran-Irak Militaire Waarnemersgroep;

1. besluit het mandaat van de Militaire Waarnemingsgroep met twee maanden te verlengen, tot 30 november 1990;
2. besluit de secretaris-generaal te vragen gedurende november te rapporteren over zijn consultaties met de partijen over de toekomst van de Waarnemersgroep en zijn aanbevelingen;

## Verwante resoluties
- Resolutie 642 Veiligheidsraad Verenigde Naties (1989)
- Resolutie 651 Veiligheidsraad Verenigde Naties
- Resolutie 676 Veiligheidsraad Verenigde Naties
- Resolutie 685 Veiligheidsraad Verenigde Naties (1991)

Lijst ·  647 ·  648 ·  649 ·  650 ·  651 ·  652 ·  653 ·  654 ·  655 ·  656 ·  657 ·  658 ·  659 ·  660 ·  661 ·  662 ·  663 ·  664 ·  665 ·  666 ·  667 ·  668 ·  669 ·  670 ·  671 ·  672 ·  673 ·  674 ·  675 ·  676 ·  677 ·  678 ·  679 ·  680 ·  681 ·  682 ·  683